# Laconia

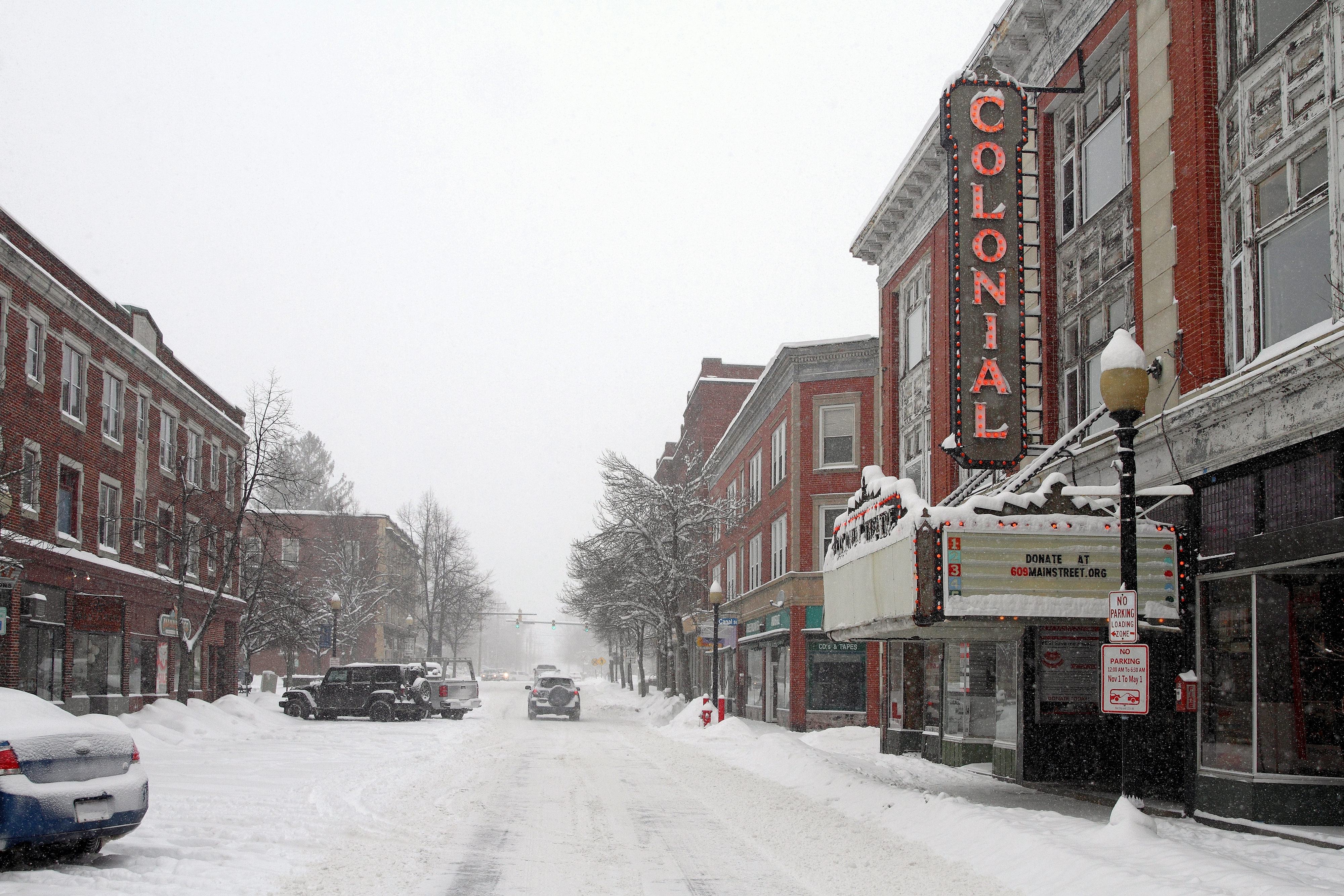
Main Street

Laconia är administrativ huvudort (county seat) i Belknap County i delstaten New Hampshire, USA med 15 951 invånare (2010). Staden som har en yta av 68,8 km² ligger ca 40 km norr om delstatens huvudstad Concord.